# Dorothea Jordan
Dorothea Bland (Condado de Waterford, 21 de novembro de 1761 – Saint-Cloud, 5 de julho de 1816), mais conhecida como Dorotheia Jordan, foi uma atriz irlandesa, cortesã, amante e companheira durante vinte anos do príncipe Guilherme, Duque de Clarence e St. Andrews, posterior rei Guilherme IV

## Biografia

### Infância e juventude
Nasceu Dorothea Bland (às vezes chamada de Dorothy ou Dora) perto de Waterford, na Irlanda, a filha de Francis Bland (d. 1778) e sua amante, Grace Phillips, e neta paterna de Nathaneal Bland (d. 1760), Vigário Geral de Ardfert e Agadhoe e Juiz Prerrogativa do Tribunal de Dublin, na Irlanda, e sua esposa Lucy (Heaton).
Em 1774, quando ela tinha 13 anos, o pai de Doroteia, que trabalhava como ajudante de palco, abandonou a família para se casar com uma atriz irlandesa. Apesar de continuar a apoiar a família enviando-lhes quantias ínfimas de dinheiro, eles eram pobres e Dorothea teve de ir trabalhar para ajudar a manter os seus quatro irmãos. Sua mãe, uma atriz de profissão, viu o potencial de Dorothea e quis colocá-la no palco. Ela se tornou uma famosa atriz no dia em que foi dito que ela tinha as pernas mais bonitas do que nunca havia sido visto no palco. O público gostou do seu desempenho em papéis com bermudas. Ela assumiu o nome de "Mrs. Jordan", porque era um pouco mais respeitável para uma mulher casada para estar no palco. Na verdade, não houve "Jordan" e Dorothea Bland nunca se casou. Algumas fontes afirmam que o nome e o título foram adotados para ocultar uma gravidez precoce.

## Relação com Guilherme IV

### Romance e filhos
Bonita, inteligente e espirituosa, Dorothea logo chamou a atenção dos homens ricos. Ela se tornou a amante do Príncipe Guilherme, Duque de Clarence, mais tarde rei Guilherme IV, em 1791, que com ele vivia em Bushy House, e parecia que não se incomodava com a política ou as intrigas políticas que muitas vezes passou nos bastidores cortes reais. Ela continuou sua carreira de atriz, e fez aparições públicas com Guilherme, quando necessário. Juntos, eles tiveram dez filhos ilegítimos, os quais tomaram o sobrenome “FitzClarence”:
- Jorge FitzClarence, 1.º Conde de Munster
- Henrique FitzClarence
- Sofia Sidney, Baronesa De L'Isle e Dudley
- Lady Maria Fox
- Lorde Frederico FitzClarence
- Elizabeth Hay, Condessa de Erroll
- Adolfo FitzClarence
- Augusta FitzClarence
- Sir Augusto FitzClarence
- Amélia Cary, Viscondessa Falkland

### Seus descendentes notáveis incluem
- Sua Alteza a Princesa Alexandra, 2ª Duquesa de Fife, também neta de Eduardo VII
- Sua Alteza a Princesa Maud, Condessa de Southesk, também neta de Eduardo VII
- Alexander Duff, 1° Duque de Fife
- Sir Eduarda Bellingham, Bt 5. Brig.-Gen. Senadora do Estado Livre Irlandês (26 de Janeiro 1879-19 Maio de 1956)
- Fra Andrew Bertie (1929-2008) Príncipe e Grão-Mestre dos Cavaleiros Hospitalários .
- David Cameron, líder do Partido Conservador e ex Primeiro ministro Britânico[3], (nascido em 9 de outubro de 1966)
- Duff Cooper diplomata e escritor britânico, (22 de fevereiro de 1890 - 1 de Janeiro de 1954)
- John Crichton-Stuart, 7 º Marquês de Bute (b.1958), também conhecido como *Johnny Dumfries, ex-piloto.
- O Brigadeiro General Charles FitzClarence , destinatário da Real Ordem Vitoriana (8 de maio de 1865 - 2 de Novembro de 1914)
- Adam Hart-Davis autor britânico, fotógrafo e radialista (nascido em 4 de julho de 1943)
- Rupert Hart-Davis, editora britânica, editor literário e homem de letras (28 de agosto de 1907 - 8 de Dezembro de 1999)
- Merlin Hay, 24º Conde de Erroll , um banco de cross- membro da Casa dos Lords (nascido em 20 de abril de 1948)
- Violet Jacob escritor escocês (1863 - 1946)
- William Sidney, 1º Visconde De L'Isle 15º Governador Geral da Austrália , o último Governador-Geral britânico (23 de maio de 1909 - 5 de Abril de 1991).